# Rezolucija Vijeća sigurnosti UN-a 787
Rezolucijom Vijeća sigurnosti UN-a 787, usvojenom 16. studenoga 1992., nakon potvrđivanja Rezolucije 713 (1991.) i svih kasnijih rezolucija na tu temu, Vijeće je pozvalo strane u Bosni i Hercegovini da razmotre nacrt okvirnog ustava kao osnovu za pregovore o političkom rješenju sukoba u zemlji, te nastavio s uvođenjem daljnjih međunarodnih sankcija Saveznoj Republici Jugoslaviji (Srbiji i Crna Gora).
Vijeće je zatim ponovno potvrdilo da je silom zauzimanje teritorija, posebice praksa etničkog čišćenja, neprihvatljivo, pozivajući sve strane na poštivanje teritorijalnog integriteta Bosne i Hercegovine i potvrđujući da sve jednostrano proglašene osluke u suprotnosti s tim neće biti prihvaćene. Također je osudio sve strane u Bosni i Hercegovini, posebice paravojne snage bosanskih Srba, zbog odbijanja poštivanja prethodnih rezolucija Vijeća sigurnosti. Vijeće je također zahtijevalo da prestane svako vanjsko uplitanje u Bosnu i Hercegovinu, uključujući zahtjev da se sve snage, posebno elementi Hrvatske vojske, povuku, raspuste ili razoružaju, pozivajući sve strane da ispune svoje obveze da odmah provedu prekid neprijateljstava i pregovorima u Mješovitoj vojnoj radnoj skupini okončati blokadu Sarajeva i drugih gradova.
Rezolucija je ponovno osudila kršenje međunarodnog prava, uključujući etničko čišćenje i ometanje humanitarne pomoći, pozdravljajući uspostavu Povjerenstva stručnjaka prema Rezoluciji 780 (1992.), tražeći od njega da aktivno istražuje kršenja Ženevskih konvencija . Vijeće je zatim, prema Poglavlju VII Povelje Ujedinjenih naroda, odlučilo proširiti opseg međunarodnih sankcija protiv Savezne Republike Jugoslavije na brodove s kojima ima interesa ili posluje iz Savezne Republike, pozivajući države da osiguraju da se izvoz ne preusmjerava u zemlju kršeći Rezoluciju 757 (1992.). Također je zatražio mjere primjerene sadašnjim okolnostima za zaustavljanje unutarnje i vanjske pomorske plovidbe kako bi se pregledao i provjerio njihov teret i odredišta te kako bi se osigurala stroga provedba prethodnih rezolucija. U tom pogledu, Vijeće je pohvalilo obalne države koje su postupale u skladu s rezolucijama Vijeća sigurnosti.
Rezolucija 787 zatim je od dotičnih država zatražila da koordiniraju s glavnim tajnikom Butrosom Butros-Galijem olakšavanje praćenja usklađenosti s trenutnom rezolucijom, pružajući bilo kakvu pomoć kada je to potrebno. Što se tiče humanitarne situacije, Vijeće je pozvalo donatore i međunarodne organizacije da doprinesu naporima pomoći u bivšoj Jugoslaviji, pozivajući na punu suradnju sa Zaštitnim snagama Ujedinjenih naroda kako bi se osigurala sigurna dostava humanitarne pomoći pogođenom stanovništvu. Također je pozvao glavnog tajnika da u konzultacijama s Visokim povjerenikom Ujedinjenih naroda za izbjeglice i drugim agencijama razmotri mogućnost promicanja "sigurnih zona" u humanitarne svrhe. Konačno, u rezoluciji se cijeni izvješće supredsjedatelja Upravnog odbora Međunarodne konferencije o bivšoj Jugoslaviji i traži se ažuriranje o situaciji.
Rezolucija je usvojena s 13 glasova za, niti jednim protiv, uz dva suzdržana glasa iz Kine i Zimbabvea. Ova rezolucija kasnije je osnažena Rezolucijom 820.

## Vanjske poveznice
| Wikizvor | Engleski Wikizvor ima izvorni tekst na temu: United Nations Security Council Resolution 787 |

- Text of the Resolution at undocs.org